# The Hunger for More
The Hunger for More je debutové studiové album amerického rappera Lloyda Bankse, vydané 29. června 2004 u nahrávacích společností G-Unit Records a Interscope Records.

## O albu
Název alba odkazuje na ambici činit stále více (více vydělávat, mít více respektu či moci).
Album bylo nahráváno během turné s G-Unit. Texty psal během cestování mezi městy, kde vystupoval. Pro účely alba bylo nahráno padesát písní.
Na albu hostují umělci jako jsou 50 Cent, Tony Yayo, Young Buck, Eminem, Snoop Dogg, Nate Dogg a The Game.

### Singly
Z alba byly vydány tři singly "On Fire", "I'm So Fly" a "Karma". Nejúspěšnějším se stal "On Fire", který se umístil na 8. příčce žebříčku Billboard Hot 100 a v USA získal certifikaci zlatý singl za 500 000 prodaných kusů. Druhý singl "I'm So Fly" nezabodoval. Třetí singl "Karma" se umístil na 17. příčce v USA.

## Po vydání
O první týden po vydání alba bylo vyloupeno distribuční středisko na Manhattonu a bylo zcizeno na dvě stě kopií alba.
V první týden prodeje v USA se prodalo 465 000 kusů alba, a tím se umístilo na první příčce žebříčku Billboard 200. Celkem se v USA prodalo okolo 1,5 milionu kusů.

## Seznam skladeb
| Pořadí | Název                                            | Hudba                      | Délka |
| ------ | ------------------------------------------------ | -------------------------- | ----- |
| 1.     | Ain't No Click (ft. Tony Yayo)                   | Havoc                      | 4:25  |
| 2.     | Playboy (ft. DJ Whoo Kid)                        | Ron Browz                  | 4:32  |
| 3.     | Warrior                                          | Thayod Ausar               | 2:47  |
| 4.     | On Fire (ft. 50 Cent)                            | K1 Mil, Eminem, Luis Resto | 3:07  |
| 5.     | I Get High (ft. 50 Cent a Snoop Dogg)            | Hi-Tek                     | 4:09  |
| 6.     | I'm So Fly                                       | Timbaland, Danja           | 4:00  |
| 7.     | Work Magic (ft. Young Buck)                      | Scram Jones                | 4:27  |
| 8.     | If You So Gangsta                                | Chad Beat, Sha Money XL    | 4:49  |
| 9.     | Warrior Part 2 (ft. Eminem, 50 Cent a Nate Dogg) | Eminem                     | 3:38  |
| 10.    | Karma (ft. Avant)                                | Greg 'Ginx' Doby           | 4:38  |
| 11.    | When the Chips Are Down (ft. The Game)           | Black Jeruz, Sha Money XL  | 3:31  |
| 12.    | Til the End (ft. Nate Dogg)                      | Eminem                     | 5:09  |
| 13.    | Die One Day                                      | Baby Grand                 | 3:14  |
| 14.    | South Side Story                                 | Diaz Brothers              | 4:10  |

| Deluxe Edition | Deluxe Edition   | Deluxe Edition | Deluxe Edition |
| Pořadí         | Název            | Hudba          | Délka          |
| -------------- | ---------------- | -------------- | -------------- |
| 15.            | Just Another Day | Tone Capone    | 3:29           |

## Mezinárodní žebříčky
| Země                     | Umístění |
| ------------------------ | -------- |
| Kanada                   | 2        |
| Spojené království       | 15       |
| US Billboard 200         | 1        |
| US Billboard R&B/Hip-Hop | 1        |